# Národnostní složení první Československé republiky
V oficiálních dobových dokumentech uváděné Národnostní složení první Československé republiky vycházelo z teorie jednoho československého národa, tak jak byla v roce 1920 stvrzena i ústavou první československé republiky. Nejpočetnější národnostní menšinou byli Němci a zejména na Slovensku pak Maďaři. Slovenský národ za menšinu považován nebyl.

## Právní zakotvení

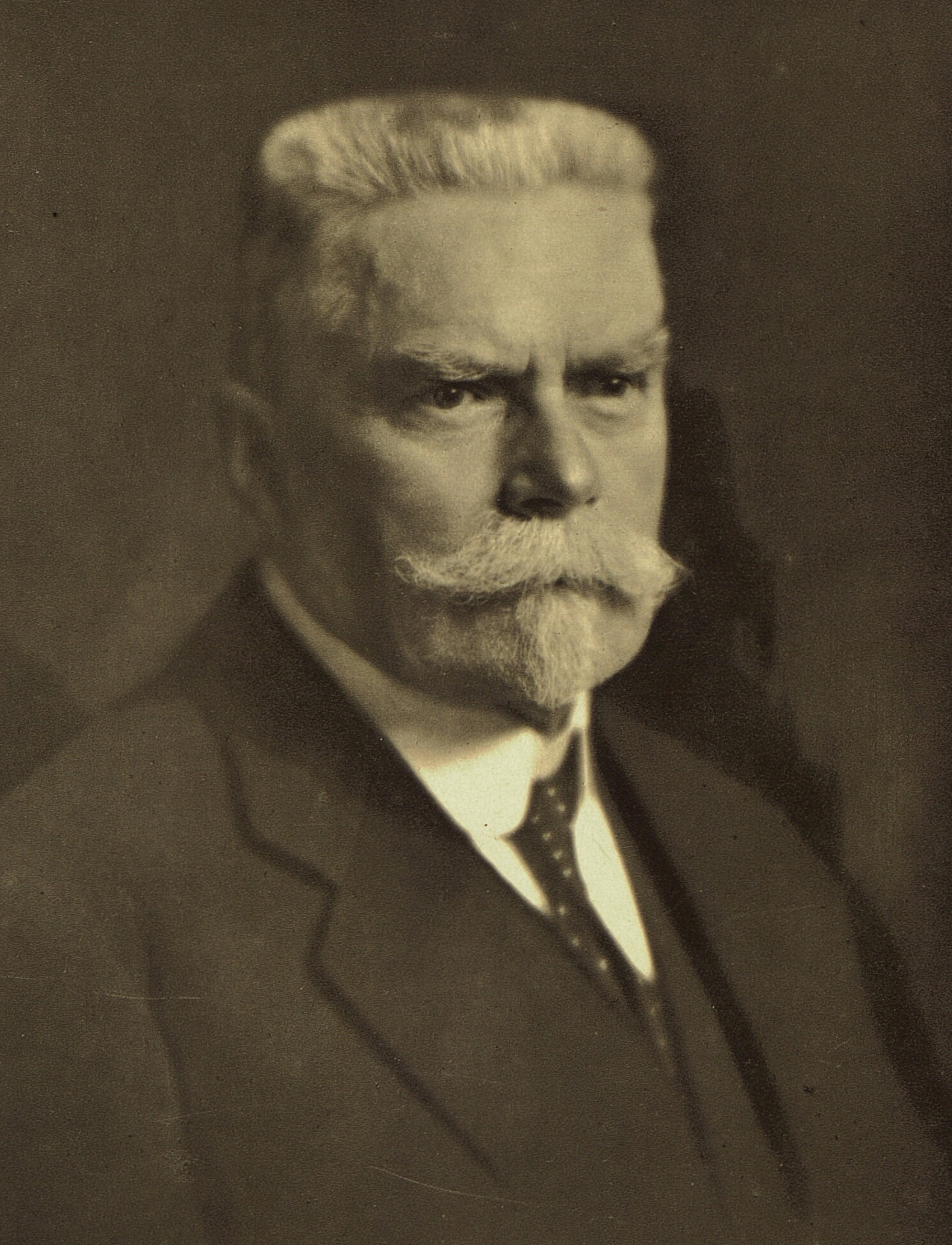
Karel Kramář

V prvním dni existence samostatného československého státu vydal Národní výbor tzv. recepční zákon z 28. října 1918, jenž v 2. článku stvrzoval prozatímní platnost platné říšské i zemské legislativy, tedy i právních předpisů týkajících se národnostních záležitostí. Prozatímní ústava z 13. listopadu 1918 sice rozdělila mandáty v nově ustaveném Revolučním Národním shromáždění (RNS) podle výsledků voleb do Říšské rady roku 1911, zástupci národnostních menšin účast na jeho zasedání odmítali, protože by tím uznali legitimitu nového státu. Také vláda Karla Kramáře zvolená 14. listopadu 1918, byť se nazývala „vládou všenárodní koalice“, se ve skutečnosti skládala jen ze zástupců československého národa. Československé vlády pak v souladu s teorií jednoho československého národa řešily především otázku německé a maďarské menšiny, zatímco slovenský národ nebyl za menšinu považován, což se později ukázalo jako fatální podcenění slovenských autonomistických snah.
Nové československé instituce sice uznávaly kulturní a jazyková práva menšin, zároveň je ovšem podmiňovaly loajalitou menšin vůči Československu a zakotvovaly privilegované postavení Čechů a Slováků. Národní výbor ostatně vyhlásil nový stát jménem československého národa. Karel Kramář zdůrazňoval český charakter státu a jen vyzýval, aby „kdo není Čechem, necítil se utiskovaným a nesvobodným“. Také Revoluční Národní shromáždění potvrdilo, že Československo „bude státem občansky i národnostně spravedlivým“, ovšem „vše to při vůdčím postavení československého národa a jeho jazyka.“ Toto potvrdil i Nejvyšší správní soud, který v březnu 1919 konstatoval, že národnostní menšiny si „nemohou nárokovat, aby [...] byly ve všech směrech a naprosto postaveny na roveň příslušníkům národa československého“.
Privilegovanost československého národa byla zakotvena také do ústavy a jazykového zákona, které Revoluční Národní shromáždění přijalo 29. února 1920. Ústava sice československým občanům přiznávala rovnost před zákonem a rovná práva bez ohledu na rasu, jazyk a náboženství (§ 128) a odnárodňování bylo prohlášeno za trestné (§ 134), návazný jazykový zákon ovšem jako „státní, oficielní jazyk republiky“ určil „jazyk československý“ (§ 1), příslušník menšiny mohly činit podání vůči úřadům, jen pokud v příslušném soudním okrese žilo alespoň 20 % dané menšiny (§ 2). Uvedené zákony šly dokonce nad rámec závazků plynoucích z poválečných mezinárodních smluv (zejm. saint-germainské smlouvy), takže situace jazykových menšin se podobala situaci před rokem 1914.

## Statistické údaje
| Země                  | československá | německá   | maďarská | ruská (velkoruská, ukrajinská, karpatoruská) | židovská | polská | jiná   | celkem     |
| --------------------- | -------------- | --------- | -------- | -------------------------------------------- | -------- | ------ | ------ | ---------- |
| Čechy                 | 4 382 788      | 2 173 239 | 5 476    | 2 007                                        | 11 251   | 973    | 1 091  | 6 576 825  |
| Morava                | 2 048 426      | 547 604   | 534      | 976                                          | 15 335   | 2 080  | 1 481  | 2 616 436  |
| Slezsko               | 296 194        | 252 365   | 94       | 338                                          | 3 681    | 69 967 | 99     | 622 738    |
| Slovensko             | 2 013 792      | 139 900   | 637 183  | 85 644                                       | 70 529   | 2 356  | 8 973  | 2 958 557  |
| Podkarpatská Rus      | 19 737         | 10 460    | 102 144  | 372 884                                      | 80 059   | 297    | 14 227 | 599 808    |
| Československo celkem | 8 760 937      | 3 123 568 | 745 431  | 461 849                                      | 180 855  | 75 853 | 25 871 | 13 374 364 |

| Země                  | československá | německá   | maďarská | ruská a maloruská (ukrajinská) | židovská | polská | jiná   | celkem     |
| --------------------- | -------------- | --------- | -------- | ------------------------------ | -------- | ------ | ------ | ---------- |
| Čechy                 | 4 713 366      | 2 270 943 | 7 603    | 7 162                          | 12 735   | 1 195  | 1 555  | 7 014 559  |
| Moravskoslezská       | 2 595 534      | 799 995   | 2 860    | 4 012                          | 17 267   | 79 450 | 2 570  | 3 501 688  |
| Slovensko             | 2 364 005      | 147 505   | 573 854  | 91 215                         | 65 560   | 933    | 31 396 | 3 256 468  |
| Podkarpatská Rus      | 33 865         | 13 245    | 107 606  | 446 780                        | 91 080   | 933    | 14 115 | 706 850    |
| Československo celkem | 9 688 770      | 3 231 688 | 691 923  | 549 169                        | 186 642  | 81 737 | 49 636 | 14 479 565 |

## Německá národnost

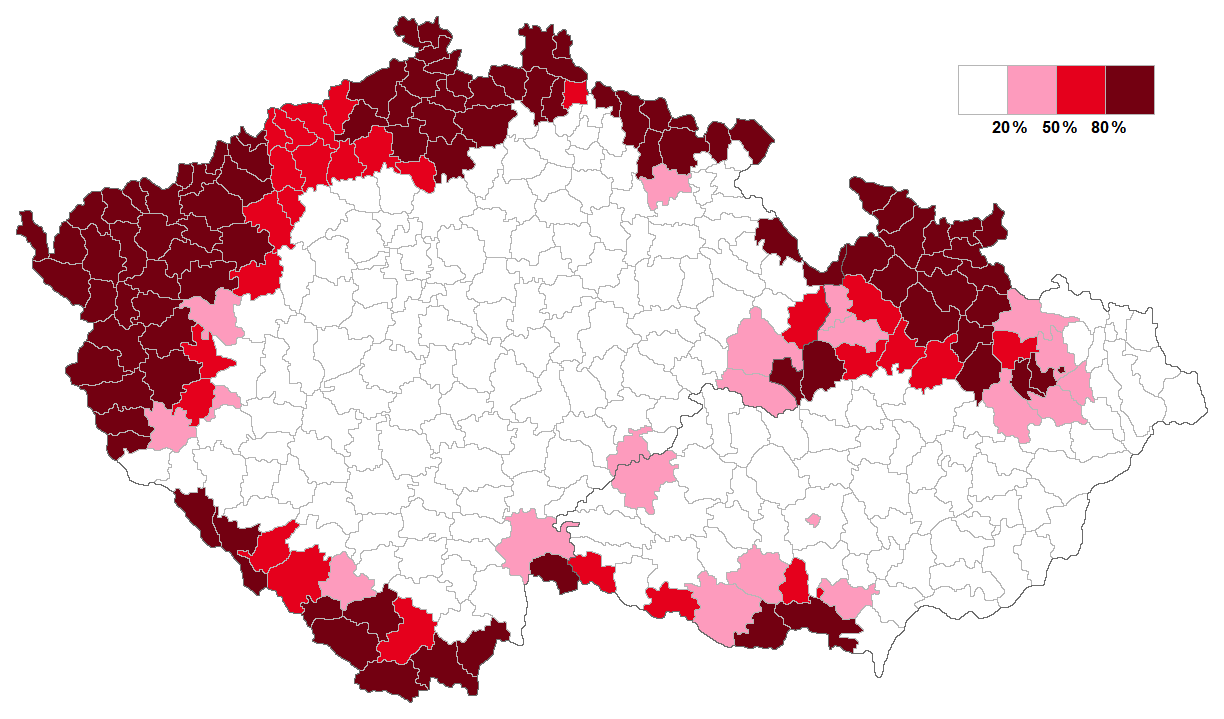
Podíl německého obyvatelstva v soudních okresech českých zemí při sčítání lidu roku 1930

Podle sčítání obyvatel z roku 1921 žilo v Československu 3 123 568 Němců, což při celkovém počtu 13 374 364 občanů představovalo 23 %, tedy druhou nejpočetnější národnost v Československu. Sčítání lidu v roce 1930 zjišťovalo sice opět národnost přímo, ale s návodem, že se národnost zapíše zpravidla podle mateřského jazyka. Drtivá většina německy mluvících obyvatel přitom žila na území historických českých zemí, kde tvořili v roce 1930 téměř 30 % obyvatel. Německé etnikum zde žilo v souvislejších enklávách již od 13. století. Po neúspěchu ideji bohemismu (identitě založené na zemském patriotismu) v důsledku revoluce roku 1848 zdůrazňovali zdejší Němci „českoněmeckou“ nebo „rakouskoněmeckou“ identitu. Teprve na přelomu 19. a 20. století se začala mezi Němci žijícími v českých zemích zásadněji prosazovat velkoněmecká identita. Neúspěch Němců v první světové válce urychlil proměnu identity Němců v českých zemích, kteří se začali označovat jako „sudetští Němci“ (Sudetendeutsche), byť ve 20. letech ještě váhali, zda by se jimi obývané oblasti měly připojit k Rakousku nebo Německu. V důsledku velké hospodářské krize ovšem mezi sudetskými Němci nakonec převážila orientace na Třetí říši.
Výrazně nižší zastoupení měla německá národnost na Slovensku, kde tvořila sotva 5 % obyvatel. Tito Němci byli označováni jako „karpatští Němci“, tíhli především k Uhersku a s Němci v českých zemích před rokem 1918 neudržovali téměř žádné kontakty. V meziválečném období se však sudetští Němci začali snažit o etnické, kulturní i politické sjednocení s karpatskými Němci, což s sebou neslo i přeorientování karpatských Němců z Maďarska na Německo.

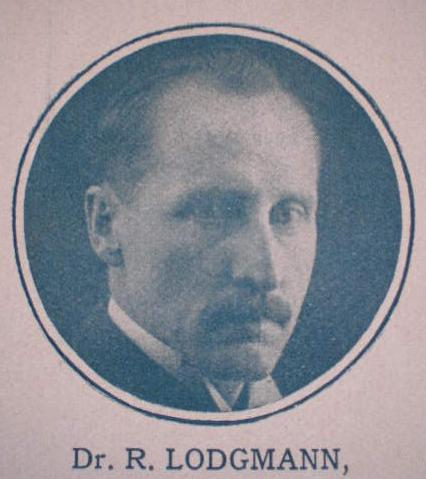
Rudolf Lodgman von Auen

Sudetští Němci své začlenění do Československa dlouhou dobu odmítali. Bezprostředně po vzniku Československa vyhlásili vlastní samosprávné celky (Sudetenland, Deutschböhmen, Böhmerwaldgau a Deutschsüdmähren), jež se měly stát součástí Německého Rakouska. Protože sudetoněmečtí politici Rudolf Lodgman a Josef Seliger odmítli dohodu s představiteli Národního výboru, začaly československé jednotky toto území obsazovat a definitivně jej Československu v září 1919 přisoudila mírová smlouva s Rakouskem. Teprve poté němečtí politici projevili snahu o participaci na československé politice, čeští politici je však k tvorbě ústavy již odmítli připustit a odkázali je až na parlamentní volby podle této ústavy.
Rudolf Lodgman (DNP) 1. června 1920 při druhé schůzi parlamentu zvoleného při volbách v dubnu 1920 deklaroval, že Československo vzniklo v rozporu s právem sudetských Němců na sebeurčení, jež bylo stanoveno i ve Čtrnácti bodech prezidenta Wilsona, a zejména pak odmítl uznat „bajku o československém národě“ a jeho privilegované postavení v novém státě. Rudolf Jung (DNSAP) vzápětí označil přičlenění německojazyčných území k Československu za „zneuznání práva sebeurčení“ a za „bezpráví, které se na německém národě páše“. Dalšího dne pak Josef Seliger (DSAP) rovněž přednesl státoprávní ohražení, zdůraznil, že sudetští Němci po válce uznali právo Čechů na sebeurčení (Německé Rakousko mělo zahrnovat jen německojazyčné oblasti), Češi Němcům ovšem nikoli. Konečně 8. června se k Lodgmanově stanovisku připojili za své strany také Robert Schälzky (DCSVP) a Bruno Kafka (DDFP).

## Maďarská menšina

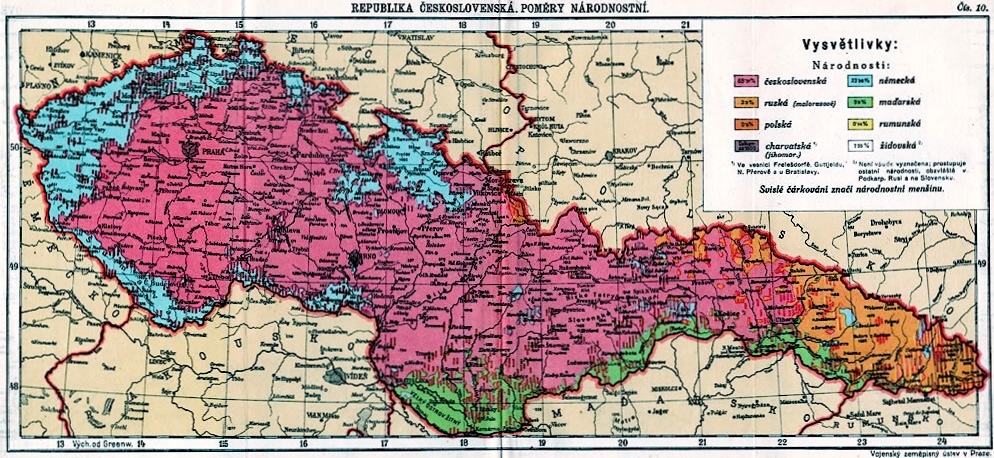
Národnostní poměry v Československu roku 1930

Druhou nejpočetnější menšinu představovali Maďaři, žijící převážně na Slovensku (roku 1921 tvořili 22 % tamního obyvatelstva) a Podkarpatské Rusi (17 %); v rámci celého Československa deklarovalo maďarskou národnost pouze 6 % občanů. Vzhledem k výrazně nižší početnosti oproti Němcům měla maďarská národnostní problematika mnohem menší politickou váhu. Zatímco německé politické strany získávaly ve volbách dohromady okolo 22 % hlasů, maďarské strany jen 2–3 %.
Vzhledem k turbulentnímu vývoji v Maďarsku považovali představitelé maďarské menšiny i obsazení Slovenska československými jednotkami pouze za dočasný stav. Na jaře 1919 většina maďarských zástupců s ohledem na zájmy maďarské menšiny přijala jmenování do župních, městských a obecních samosprávných orgánů, zároveň však tyto orgány považovala za protiprávní. Ostatně československo-maďarskou hranici stvrdila až 4. června 1920 trianonská smlouva. Podobně jako němečtí poslanci i Lajos Körmendy-Ékes (OKSzP) za maďarské strany OKSzP a MKP na počátku června 1920 zdůraznil, že území s maďarskou většinou byla k Československu připojena proti vůli jejích obyvatel a že se volby do Národního shromáždění konaly ještě před uzavřením trianonské smlouvy.

## Slovenský autonomismus
Jedním ze zásadních principů Československé republiky byl ideový konstrukt jednoho „československého národa“, slovenský národ oficiálně (např. ve statistikách) neexistoval a českoslovenští představitelé neměli pro slovenský autonomismus příliš pochopení. Ostatně Československo muselo řešit jiné, mnohem zásadnější problémy ohrožující samotnou existenci nového státu, zejména německou, maďarskou a polskou iredentu, takže citlivost československých politiků vůči slovenským požadavkům byla výrazně nižší než v případě německé, maďarské nebo polské menšiny. Právě necitlivost českých politiků vůči sílící slovenské národní identitě a rozhodování ve slovenských otázkách bez porozumění tamním poměrům slovenské autonomistické hnutí ještě více umocňovaly.
Východiskem slovenského autonomismu se stala Pittsburská deklarace z 30. května 1918, v níž byla v celkem obecné rovině dohodnuta slovenská autonomie v novém společném státě. Na tuto dohodu se při jednom z prvních zasedání poslanecké sněmovny odvolával i Ferdiš Juriga (SĽS), který československou ústavu označil jen za podklad k dalšímu vývoji slovenského národa a vzápětí prohlásil, že parlamentní volby v dubnu 1920 nelze vzhledem k cenzuře a potlačování svobody projevu považovat za projev svobodné volby slovenského lidu a v neposlední řadě se vymezil vůči přezíravému českému přístupu („[Čechov] ktorí prijdú na Slovensko a hovoria, že načo by sa tu ‚blbú‘ slovenčinu učili, tých milovať nebudeme.“).